# Autostrada A43 (Portugalia)
Autostrada A43 (port. Autoestrada A43, Radial de Gondomar) – autostrada w północnej Portugalii, przebiegająca przez dystrykt Porto.
Autostrada łączy Porto z miejscowością Gondomar i Aguiar de Sousa.

## Historia budowy
| Odcinek                   | Stan (12/2010)                                          | Długość |
| ------------------------- | ------------------------------------------------------- | ------- |
| Porto – Gondomar (Jovim)  | w użytku (2005) (Koncesja: Infraestruturas de Portugal) | 7,9 km  |
| Gondomar (Jovim) – Gens   | w użytku (09/2010) (Koncesja: Douro Litoral)            | 4,5 km  |
| Gens – Aguiar de Sousa () | w użytku (04/2011) (Koncesja: Douro Litoral)            | 3,5 km  |